# وندالیا (اوهایو)
وندالیا(به انگلیسی: Vandalia) شهری در ایالت اوهایو کشور ایالات متحده آمریکا است که جمعیت آن در سرشماری سال ۲۰۱۰ میلادی، ۱۵٬۲۴۶ نفر بوده‌است.